# Fulcrum (Nunatak)
Fulcrum ist ein rund 2000 m hoher Nunatak im ostantarktischen Viktorialand. In den zu den Quartermain Mountains gehörenden Wilkniss Mountains ragt er am nördlichen Ende der Lever-Nunatakker auf.
Das New Zealand Geographic Board benannte ihn 1994 so, da er wie ein Angelpunkt (englisch fulcrum) der Lever-Nunatakker wirkt.